# Guardians of the Tomb
Guardians of the Tomb (7 Guardians of the Tomb) è un film del 2018 diretto da Kimble Rendall.
È la più grande coproduzione fino ad oggi tra Cina e Australia.

## Trama
Nell'antica Cina, l'imperatore incarica il suo medico di corte di scoprire la chiave dell'immortalità, cosa che porta il dottore brevemente in Australia e all'incontro con il popolo aborigeno, prima di tornare in Cina.
Ai giorni nostri, Luke ed Ethan conducono ricerche sul mito dell'imperatore e della vita eterna nella remota Cina occidentale per conto dell'uomo d'affari Mason. Scoprono una grotta e iniziano a esplorarla, ma vengono attaccati da un gruppo di ragni. Un Luke incapace riesce a segnalare una chiamata di soccorso a Mason prima di soccombere apparentemente alle sue ferite.
Poco dopo, Mason convince la sorella di Luke, Jia (un'esperta di veleni e animali pericolosi), ad accompagnarlo alla ricerca di suo fratello. I due arrivano in Cina e salutano gli altri membri della squadra di ricerca: Jack, Milly, Chen e Gary. Il gruppo parte rapidamente nella speranza di sconfiggere un'imminente tempesta di fulmini. Mentre se ne vanno, Jia nota che Mason ha portato con sé sei fiale di antiveleno.
Mentre il gruppo si avvicina al luogo del segnale di soccorso, si imbatte in una mandria di bestiame morto. Ispezionandoli, il gruppo nota che sono ricoperti di piccoli segni di morsi e sono svuotati. All'improvviso, la tempesta li raggiunge costringendoli a ripararsi negli edifici vicini. Entrati nell'edificio, lo trovano vuoto. Jack, Chen, Mason e Jia esplorano l'edificio con Jack, Mason e Chen che scoprono cadaveri e Jia che trova una giovane ragazza nascosta. Mentre Mason e Chen ispezionano un cadavere, sciami di piccoli ragni iniziano a fuoriuscire dalla sua pelle costringendoli a fuggire, ma non prima che Chen venga morso. Dopo essersi riorganizzati, Jia ispeziona i segni di morsi su Chen e li identifica come appartenenti a un ragno dei cunicoli, ma afferma che è impossibile poiché la specie si trova solo in Australia. Ricordando l'antiveleno di Mason, Jia lo recupera e somministra una dose a Chen ma non sembra funzionare, quindi gliene dà una seconda che funziona ma nota che sembra che il veleno sia più forte.
Il temporale all'esterno dà fuoco all'edificio costringendo il gruppo a fuggire nel seminterrato che è stato rivestito con ragnatele dai ragni. Mason inciampa accidentalmente in un filo facendo emergere decine di aracnidi e scendendo su di loro, in cui sia Milly sia Mason vengono morsi. Mentre i ragni li circondano, il pavimento cede, lasciando cadere il gruppo in una grotta sottostante. Jia si precipita a curare Milly, ma scopre che due delle quattro fiale di antiveleno rimanenti si sono rotte e che le altre due mancano, essendo state usate da Mason. I ragni si avvicinano nuovamente al gruppo costringendoli a fuggire più sottoterra. Dopo aver attraversato le caverne per un po', si imbattono in un abisso con delle porte sull'altro lato. Azionato un meccanismo, appare un ponte. Il gruppo fugge ma il ponte cade prima che Milly possa attraversarlo. Mentre Milly viene invasa dai ragni, si getta nell'abisso. È a questo punto che un ragno molto più grande e intelligente inizia a perseguitare il gruppo.
Andando avanti la squadra di soccorso entra in antiche rovine cinesi, che Chen identifica come il palazzo sotterraneo dell'imperatore costruito per quando l'imperatore muore. Dopo qualche stanza, il gruppo trova una camera piena di vasi e arazzi. Attraverso le immagini e le scritte sugli arazzi, Chen racconta di più sul mito. Quando il medico dell'imperatore raggiunse l'Australia, scoprì da uno degli sciamani che si poteva preparare un elisir per prolungare la vita, ma i suoi ingredienti provenivano da un certo ragno (il ragno dei cunicoli) e solo in un certo momento (la stagione degli amori). Lo sciamano riuscì a produrne solo un piccolo campione, così il dottore catturò centinaia di ragni e li portò in Cina, dove per decenni fece esperimenti su di essi per produrre in serie l'elisir per l'imperatore e per sé stesso. Tuttavia i ragni, a causa degli esperimenti, divennero più intelligenti, aggressivi e pericolosi e si scatenarono uccidendo tutti nel palazzo. Mason, che ha guardato gli arazzi, vede un'immagine dell'elisir e la trova nella stanza. Prende l'unica bottiglia e si rivolge al gruppo, rivelando che l'elisir era il suo unico scopo e che sapeva dei ragni da sempre. Fugge, chiudendo gli altri nella stanza mentre arrivano i ragni.
Scappando per un pelo, i restanti membri incontrano una porta chiusa che può essere risolta con un puzzle. Mentre gli altri cercano di risolverlo, Jia esplora e trova suo fratello Luke avvolto nel bozzolo. Sebbene debole, è ancora vivo. Quando i ragni li trovano, risolvono il puzzle e vanno avanti (trovando il cadavere di Ethan). Alla fine entrano in una stanza attrezzata con trappole a balestra e incontrano Mason, che è stato morso numerose volte dai ragni. Castiga il gruppo e appare sconvolto (un possibile effetto collaterale del veleno). Attacca il gruppo con una balestra, ferendo Jack ma Luke fa scattare le trappole facendo colpire Mason con le frecce. Luke quasi muore durante questo, ma Jia, che aveva recuperato l'elisir da Mason, lo usa per curarlo.
L'ultima stanza davanti all'uscita risulta essere il nido del ragno, pieno di migliaia di insetti, sacchi di uova e un'enorme femmina. Quando arriva l'altro grande ragno (un maschio), Jia teorizza che siano stati ammassati nella stanza fin dall'inizio. Il gruppo inizia ad attraversare con cautela la stanza mentre la femmina li osserva, prima che inizi improvvisamente a lanciare delle ragnatele, due delle quali catturano Chen e Gary che vengono poi trascinati a terra dove vengono sciamati e consumati dai ragni. I pochi rimasti cercano frettolosamente di capire come scappare, rendendosi conto che è un altro enigma, lo risolvono rapidamente e le rovine intorno a loro iniziano a crollare e bruciare. Un pilastro che cade sfonda un muro, aprendo un passaggio verso l'esterno e Jack, Luke, Jia e la ragazza scappano. Mentre la stanza del nido crolla intorno a lei, la femmina del ragno con rabbia fa a pezzi la sua controparte maschile prima di essere schiacciata dalle macerie. Ben presto le fiamme si diffondono per l’intera tomba distruggendo la maggior parte dei ragni. Nell'inquadratura finale, mentre il corpo di Mason inizia a essere divorato durante la distruzione, i suoi occhi lampeggiano una volta indicando che l’uomo è ancora vivo.

## Incassi
Il film è uscito in Cina il 19 gennaio 2018. Precedentemente intitolato Nest, si è piazzato quarto al botteghino il venerdì della sua settimana di apertura, con $ 3,22 milioni, e alla fine ha raggiunto un totale di tre giorni di $ 6,11 milioni.